# Sigüenza
Sigüenza és un municipi espanyol de la província de Guadalajara, a la comunitat autònoma de Castella la Manxa. Aplega les pedanies d'Alboreca, Alcuneza, El Atance, Barbatona, La Barbolla, Bujalcayado, Bujarrabal, La Cabrera, Carabias, Cercadillo, Cubillas del Pinar, Guijosa, Horna, Imón, Matas, Mojares, Moratilla de Henares, Olmedillas, Querencia, Palazuelos, Pelegrina, Pozancos, Riba de Santiuste, Riosalido, Torrevaldealmendras, Ures, Valdealmendras, Villacorza.

## Història
Sigüenza està situada a la província de Guadalajara, a la vall del riu Henares conegut com la «vall de Sigüenza». Estratègicament emplaçada sobre la vall —etimològicament el nom significa 'la que domina la vall'— va complir una gran funció defensiva durant l'edat mitjana. Ara bé, es creu que l'emplaçament primitiu va estar a l'altra vorera del riu, sobre el puig del Mirón, on s'han trobat restes d'assentaments humans de l'edat del ferro.
Amb el nom de Segontia va haver-hi una ciutat celtibera en el puig de Villavieja, que cap al segle v aC era una de les més importants de la Celtibèria. La penetració cartaginesa del segle iii aC (prèvia a la Segona Guerra Púnica) va dur Hanníbal i després Asdrúbal a assetjar-la. Després de les Guerres celtiberes (153 - 133 aC) es va sotsmetre a la República Romana. Els ocupants romans van establir una zona militar que es va separar de la zona residencial.
En l'època romana la ciutat va ser un important centre de comunicacions, com que es trobava sobre la via romana de l'Henares (que anava de Mèrida a Saragossa). En temps dels visigots va continuar creixent al voltant del nucli central fundat pels romans. A l'Hispania visigoda va ser seu episcopal de l'església catòlica, sufragània de l'Arxidiòcesi de Toledo que comprenia l'antiga província romana de Cartaginense a la diòcesi d'Hispània.
Durant la dominació musulmana el castell, antiga torre de vigilància, es convertiria en el nucli de la ciutat i la Sigüenza baixa va conservar les esglésies, on als cristians se'ls permetia practicar la religió i els seus costums.

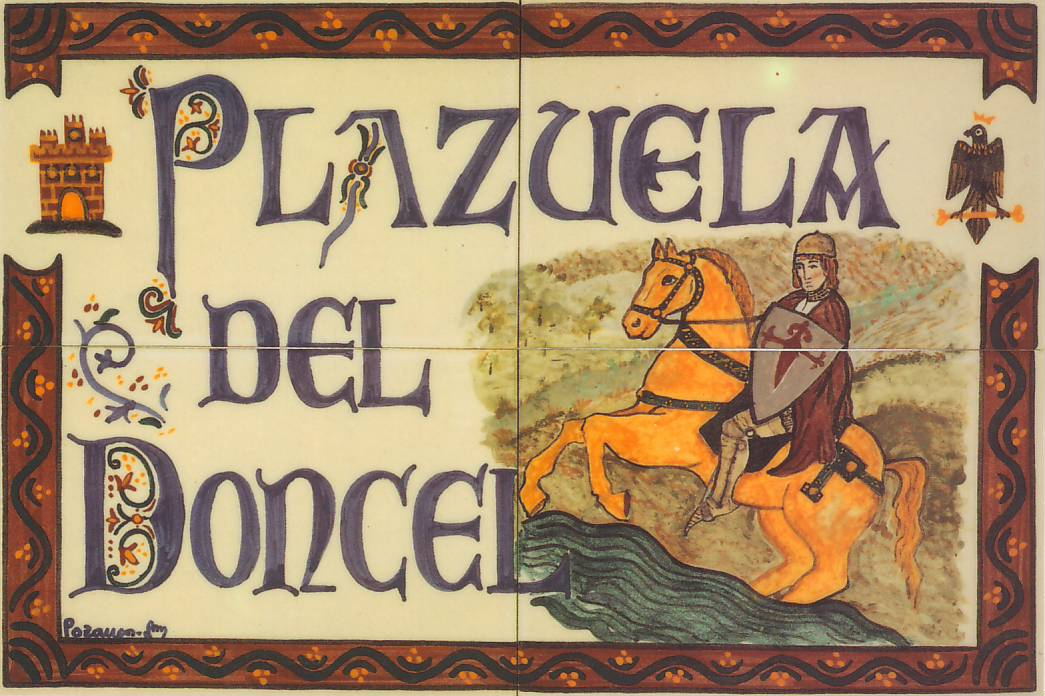
La Plazuela del Doncel és un dels molts racons de la ciutat medieval de Sigüenza.

Durant l'Edad Mitjana, la ciutat, gràcies a la ubicació privilegiada va tenir un destacat paper defensiu, a més de recuperar la seu episcopal. El 1121 Bernardo de Agén va ser investit bisbe de Sigüenza per l'arquebisbe de Toledo Bernardo de Sedirac i cap al 1124, després d'haver conquerit la ciutat, va iniciar les obres de la futura catedral, que bisbes posteriors varen continuar fins que va ser acabada al segle xvi.
A mitjan segle xv i abans d'esdevenir arquebisbe de Toledo, va ser bisbe de Sigüenza, el famós Cardenal Mendoza, canceller de Castella durant el regnat d'Isabel la Católica. A aquest poderós mecenes es deu la construcció de la bella plaça porticada veïna a la catedral.
La història d'aquesta ciutat, que conserva el traçat medieval, ha estat influenciada durant sis segles pels bisbes, que van deixar llur empremta en el desenvolupament religiós, cultural, econòmic i artístic.

## Patrimoni

### Religiós
- La Catedral
- Església parroquial de San Vicente, romànica. Va ser construïda al temps del bisbe Cerebruno (bisbe des de 1156 a 1166). El 1525 se suprimeixen totes les parròquies a Sigüenza per butlla papal de Climent VII. Com a única parròquia de Sigüenza romàn San Pedro i els béns de les esglésies suprimides passen al Capítol catedralici. San Vicente queda convertida durant segles en una ermita on únicament es fan els cultes del sant patró i enterraments. El 1796 el bisbe Juan Díaz de la Guerra ordena la restitució de la parròquia. El 1902, sent el bisbe Toribio Minguella, va tornar a suprimir la parròquia. El 1926, el bisbe Eustaquio Nieto torna a instaurar la parròquia per a donar major realç a la commemoració del VII centenari de la reconquesta de la ciutat.[3]

- Església de Santiago Apóstol: Va ser construïda al segle xii. A principi del segle xvi va esdevenir l'església del convent de les Clarisses que es va construir a devora. Durant la guerra civil espanyola l'interior en va quedar molt deteriorat i només quedava en condicions l'absis protogòtico, inserit en una torrassa, que formava part del llenç de la murada, construïda al segle xiii per tancar la ciutat per l'est, i un arc de la seva ampla i única nau. En la façana, que va ser rematada per un cos de campanes renaixentista, afegit quan es va fundar el convent, destaca el portal de tradició romànica, semblant a la de San Vicente i a les de la façana principal de la catedral, totes elles coetànies.[4]
- Església de San Juan, en runes
- Església parroquial de Santa Maria: Es va començar a final del segle xviii, es va aturar durant la Guerra del Francès i es va acabar en el regnat de Ferran VII. És una obra d'estil neoclàssic en la qual podem destacar el retaule major, on es pot veure un llenç de l'Assumpció de la Mare de Déu.
- Capella de San Pedro Apóstol, annexa a la Catedral i reutilitzada com a església parroquial de San Pedro.
- Monestir i església de les Ursulines, barroc
- Monestir de Nuestra Señora de los Huertos (clarisses): L'església és un edifici del segle xvi, d'estil gòtic amb decoració plateresca. El portal s'adorna amb un bell arc escarser o rebaixat i destaquen en el coronament de la façana les gàrgoles i arcbotants. Al pati exterior s'enterrava els pobres i malalts que morien a l'Hospital de Sant Mateu i des dels primers anys del segle xix va servir de cementiri públic fins a l'any 1906.
- Ermita del Humilladero (avui hi ha l'Oficina de Turisme): Aquesta ermita, situada a la vora oest de la ciutat, és un exemple dels petits temples a l'entrada de les poblacions durant els segles xv i xvi per descans i evasió dels viatgers i caminants. Es va construir el 1568 a un punt estratègic per presidir una cruïlla de camins: la intersecció entre el «cordel de la Cañada Real» que ve des d'Alcuneza (carretera de Medinaceli) i el camí que discorria cap a la Cort i que també conduïa a Sòria i Atienza. El 1568 es comença l'obra com a ermita tancada de portal renaixentista i voltes gòtiques. Aquest anacronisme arquitectònic és normal, ja que s'entén com un desig de conservar les tradicions artístiques.
- Ermita de San Roque.
- Palau Episcopal: Va ser l'antiga Universitat de San Antonio de Porta Coeli. Construït durant la primera meitat del segle xvii, quan s'amplien de nou els límits de la ciutat. L'austeritat de la façana es trenca amb finestres i balcons de reixa i un portal barroc amb escalinata doble. Sobre la porta, l'escut de la Universitat amb el lema «Ex Alt». A l'interior cal destacar el claustre tancat amb vidrieres. Al costat d'aquest edifici hi ha el Monestir i l'Església dels Jerònims. A l'extrem s'aixeca l'església en estil barroc. Aquest conjunt d'edificis actualment són la seu de la Diòcesi de Sigüenza-Guadalajara, del Seminari Major i de l'Arxiu Diocesà.
- Seminari de San Bartolomé, també nomenat Seminario Antiguo, va ser construït a mitjan segle xvii. Avui allotja la Casa Diocesana de Ejercicios «Hogar San José».
- Monestir dels Jerònims: Està al costat del Palau Episcopal i va ser construït a la mateixa època. L'orde de Sant Jeroni va tutelar la Universitat fins a l'any 1835. El portal s'adorna amb un gran balcó, acompanyat pels escuts episcopals i el de la Universitat, i sobre la porta una inscripció dedicada a la ciència i a la saviesa. Actualment és el Seminari Major.
- Real Casa de Enseñanza y Misericordia: Aquest enorme casal, conegut popularment com «El Hospicio», es va construir per iniciativa del bisbe José Patricio de la Costa i Velarde, per acollir i donar ofici als pobres que vagaven pels carrers de la ciutat. Després de la defunció sobtada del prelat el 1768, a qui no va donar temps més que per fer els fonaments, les obres queden aturades. Van ser acabades i pagades per Carles III, l'escut figura a la façana principal. Sota l'empara d'aquesta casa reial es van educar i alimentar molts joves i ancians que hi van aprendre diferents oficis ensenyats als tallers, com ara fàbrica de draps, baietes, estamenyes, espardenyeria o sastreria, com que la finalitat era recollir als orfes de la diòcesi canviant-los almoina per instrucció. Actualment l'edifici és la seu del Col·legi episcopal Sagrada Familia.

### Civil
- Plaça Major: Feta construir al segle xv pel cardenal Mendoza que va decidir enderrocar un llenç de la murada per crear un espai davant de la catedral, on celebrar espectacles i el mercat setmanal. És rectangular i a un dels seus costats es va aixecar una galeria porticada per aixoplugar-se els dies de pluja. Sobre la galeria es van edificar cases per a l'Ajuntament que s'adornen amb escuts. A l'altra banda hi ha un seguit de cases per a nobles: la casa del Mirador i la casa de la Contaduría erigida pel Cardenal Mendoza a final del segle xv. Pel nord la plaça limita amb la catedral, on es va obrir l'anomenada porta del mercat. Pel sud s'eleva el palau dels degans, amb doble filera d'arcs i galeria, convertit en seu de l'Ajuntament. Compte l'anecdotari local que uns americans van voler comprar la Plaça Major per portar pedra a pedra als Estats Units.[cal citació]
- Casa del Doncel, denominació habitual del que fos palau tardogòtic dels marquesos de Bedmar, avui pertanyent a la Universitat d'Alcalá de Henares.
- Palau de los Infantes: Obra significativa del barroc de Sigüenza, executada pel mestre Bernasconi i situat al Callejón de los Infantes al peu de la porta de Campo de la Catedral. L'edifici era la seu de l'escolania dels infants de cor, que cantaven a la catedral. El monument presenta un gran portal amb un fris amb diverses talles i una imatge de sant Felip Neri, en una fornícula. Els balcons i les finestres són similars a les de les cases del barri San Roque, i a l'interior hi ha un bonic pati. En l'actualitat està ocupat per una comunitat de frares Josefinos de Murialdo.
- La Placeta de la Presó (La Plazuela de la Carcel en castellà): Durant l'edat mitjana va ser la Plaça Major, ja que acollia els edificis civils més importants, com l'antiga presó, l'Ajuntament i la posada del Sol (avui Taberna Gurugú de la Plazuela), edificis que encara es conserven. En aquesta plaça també se celebrava el mercat amb un emplaçament molt convenient: estava proper a la Porta del Ferro, que feia possible l'arribada ràpida de mercaderies i pròxima al barri jueu, on habitaven els comerciants de la ciutat, era el centre geomètric de la Sigüenza medieval. Al costat nord tenim el vell Ajuntament, la façana del qual mostra a la part inferior cinc arcs de mig punt dels quals l'esquerre serveix de porta. Entre les finestres superiors hi ha els escuts del bisbe López de Carvajal, el dels Reis Catòlics més grossos i de la ciutat. Van ser aquests monarques que van ordenar la construcció d'edificis per reunir el consell o ajuntament que en època medieval era una simple reunió de veïns a la porta d'una església. Entre les activitats de l'Ajuntament (consell) hi havia el control i vigilància sobre les anomenades botigues concejiles per al proveïment d'aliments a la ciutat, que havien de mantenir els preus a un nivell assequible als ciutadans. Els homes del Consell estaven també encarregats d'obrir i tancar les portes de la ciutat, ordenar el mercat, pesar les mercaderies, cobrar els tributs i una sèrie d'activitats administratives, sempre sota el control dels eclesiàstics, perquè Sigüenza era un senyoriu episcopal i el bisbe era el senyor de la ciutat i encarregat de nomenar els càrrecs municipals, cada 23 de setembre, festivitat de Sant Miquel. Al conjunt destaca a l'esquerra els habitatges socials aixecats sobre les restes de l'antiga Posada del Sol de la qual encara queden els arcs. Davant es troba l'edifici de l'antic ajuntament i la torre on es guardava l'arxiu i l'arca de cabals del graner municipal. El vell Ajuntament, dedicat a escoles en la preguerra, avui és la seu de l'Escola Municipal de Música i sala d'exposicions.
- Barri de San Roque: Va ser manat construir, a final del segle xviii, pel bisbe Juan Díaz de la Guerra, per ampliar la ciutat en direcció nord. És d'estil barroc amb un traçat arquitectònic perfecte: dos carrers rectes i amples, Medina i San Roque, que es creuen formant l'anomenada plaça de les Vuit Cantonades. Al núm. 7 del carrer San Roque hi havia el casino de Sigüenza, també anomenat Cercle de l'Amistat. S'hi celebraven vetllades literàries, concerts i balls, als quals assistia el més selecte de la societat seguntina. El projecte primitiu incloïa una fonda, una hostatgeria i una caserna, situat a les cases davant de la placeta i una ermita dedicada a Sant Roc, avui dia sense culte, situada a la part final del carrer i restaurada al novembre de 1998. Actualment l'ermita de Sant Roc ha estat condicionada com a sala de concerts i exposicions.
- Hospital de San Mateo, avui residència de gent gran. davant hi ha l'Hospital de La Estrella.
- Plazuela de las Cruces.

### Militar

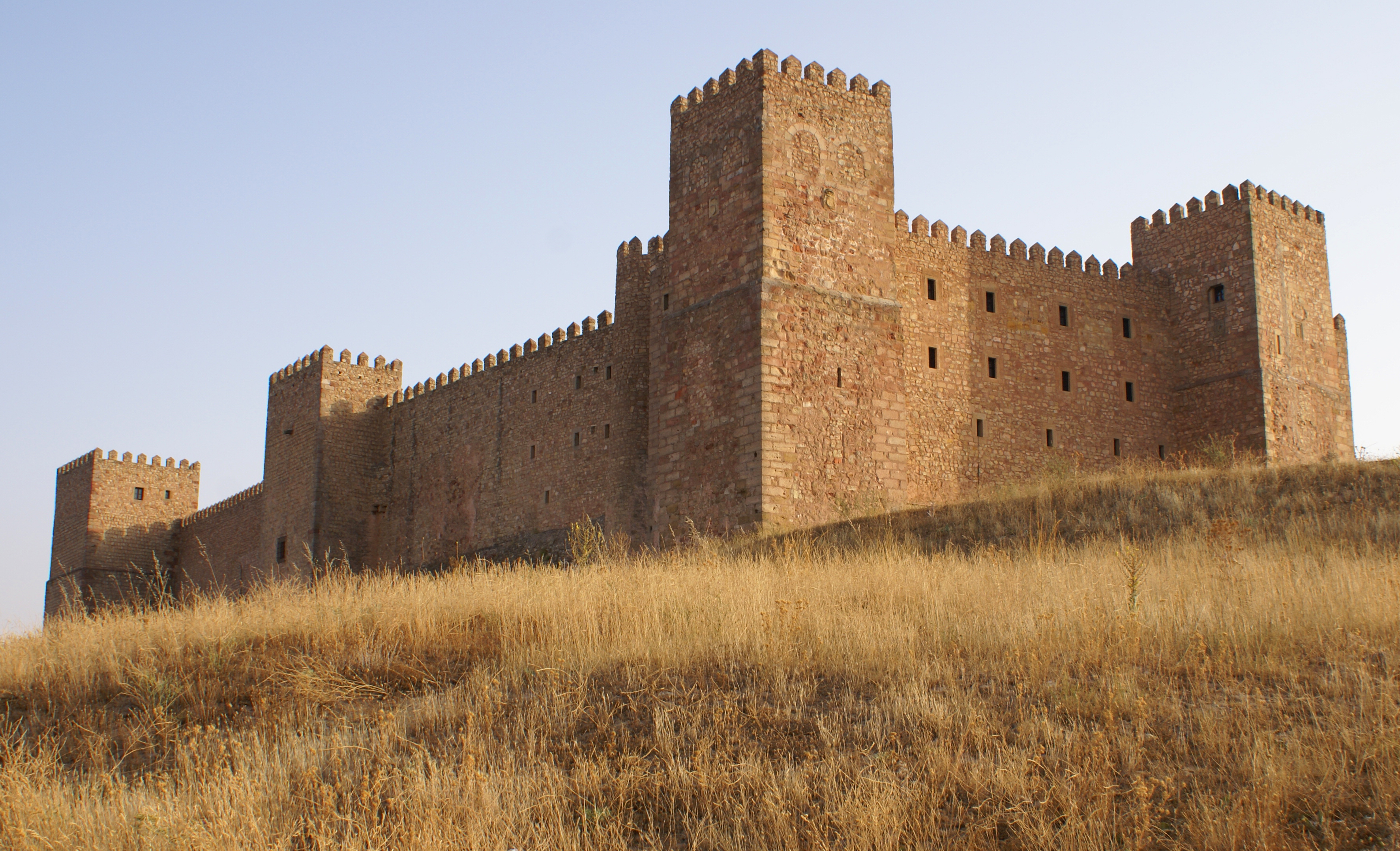
Vista del castell per la part del darrere

- Castell de Sigüenza o alcàsser dels bisbes de Sigüenza: Va ser aixecat en el primer quart del segle xii sobre un anterior musulmà. S'ha reformat, destruït parcialment i restaurat en diverses ocasions, fins a fer-ne un parador de turisme. A l'interior hi ha un gran pati amb un pou amb molta fondària al mig. Al pati hi ha portals amb escuts, del segle xvi, i una galeria. A la planta baixa podem trobar el saló vermell o saló del tron amb una xemeneia renaixentista; aquí s'impartia la justícia civil i eclesiàstica per part dels senyors i els bisbes de Sigüenza. També es troba el saló de doña Blanca, l'estructura del qual està sostinguda per gruixats arcs de pedra.
- Conjunt emmurallat, amb diversos traçats concèntrics i independents, que es poden observar en diversos punts del nucli històric, inclosos llenços, torres i portes.
- Conjunto fortificat de la Villa de Palazuelos, un dels més espectaculars i en millor estat de conservació de la província (a pesar de les escasses intervencions públiques per a conservar-lo).

### Museus
- Museu Diocesà d'Art Antic, que alberga importants obres d'art sacre així com elements de la història de la ciutat.

## Administració
| Període      | Nom de l'alcalde/-essa          | Partit polític | Data de possessió |
| ------------ | ------------------------------- | -------------- | ----------------- |
| 1979 - 1983  | J. Antonio Martínez Gómez-Gordo | UCD            | 19/04/1979        |
| 1983 - 1987  | J. Vicente Turo Sanz            | AP             | 28/05/1983        |
| 1987 - 1991  | Juan Carlos García Muela        | AP             | 30/06/1987        |
| 1991 - 1995  | Marcelino Llorente              | PP             | 15/06/1991        |
| 1995 - 1999  | Octavio Puertas Moreno          | PP             | 17/06/1995        |
| 1999 - 2003  | Octavio Puertas Moreno          | PP             | 03/07/1999        |
| 2003 - 2007  | Francisco Domingo Calvo         | PSOE           | 14/06/2003        |
| 2007 - 2011  | Francisco Domingo Calvo         | PSOE           | 16/06/2007        |
| 2011 - 2015  | José Manuel Latre Rebled        | PP             | 11/06/2011        |
| 2015 - 2019  | José Manuel Latre Rebled        | PP             | 13/06/2015        |
| 2019 - 2023  | María Jesús Merino              | PSOE           | 15/06/2019        |
| Des del 2023 | n/d                             | n/d            | 17/06/2023        |

- Corporació municipal (eleccions 2019): 11 regidors
(6 PSOE, 5 PP).